# 亚历山德罗·米雷西
亚历山德罗·米雷西（義大利語：Alessandro Miressi，1998年10月2日—）生于都灵，是一名意大利男子游泳运动员，主攻自由泳。他的母亲是一名前垒球选手，父亲是一名前棒球选手，妹妹同样从事游泳运动。他原本主攻足球，小学时，因为父母希望他和妹妹从事同一项运动而改练游泳。